# Anders Sigdal
Anders Sigdal (født 7. januar 1973 i Roskilde) er en dansk sportsjournalist uddannet fra Danmarks Journalisthøjskole i januar 2004. Er pressechef for golfturneringen Made in Denmark, og deltager i reklamer for Unibet.

## Karriere
Anders Sigdal har været reporter og studievært på DR Sporten fra 2002 til 1. oktober 2007 og var bl.a. vært på Aftentour i 2007. Han skiftede i oktober 2007 til TV 2 Sport, hvor han blev studievært og kommentator. Han stoppede på TV 2 Sport i januar 2013, da Viasat overtog og lukkede kanalen, som i stedet startede TV3 Sport op.
Han var fast vært på TV 2 SPORTs Superliga udsendelser, bl.a. MandagsBold og LørdagsBold. Derudover har han i mange år kommenteret golfturneringen US Masters.
Han blev sidenhen vært ved Unibet. Som et sideprojekt har han også solgt golfsokker på sin webshop Balata.

## Privatliv
Han blev i 2012 gift med Heidi Frederikke Rasmussen, der er studievært på TV2 Sporten. Sammen har de datteren Matilde Augusta, der er født i januar 2010.